# 多元的無知
多元的無知（たげんてきむち、英: pluralistic ignorance）とは、特定の社会的集団の構成員に見られるバイアスの一種である。多元的無知は社会心理学において、集団の過半数が任意のある条件を否定しながらも、他者が受け入れることを想定しそれに沿った行動をしている状況を指す。言い換えれば「誰も信じていないが、誰もが『誰もが信じている』と信じている」と表現できる。 
また多元的無知は 傍観者効果の好例である。他者がある特定の行動をしない場合、その行動が不適当と他者が信じている可能性を考慮し傍観者は行動を自制しがちである。 

## 概要
多元的無知は、多岐にわたる不協和に関連している。そして一般的に交友関係において自身を異分子と見なす傾向にある。そして自身が周囲の人と比べて、無知で、保守的で、冷淡であり、無能であると考える傾向にある（ダニング＝クルーガー効果とは正反対の影響を及ぼす）。 そして自身に嫌悪感を抱くことで、所属する集団で疎外されやすい。 また集団が広範囲の支持を失った政策や慣行に固執する原因となる。例えば大学生が大酒飲みであろうと固執したり、企業が失敗する経営戦略に固執したり、政府が不人気な外交政策に固執したりするのはその最たるものである。 つまり多元的無知は集団の長期的に有益な行動の妨げとなる要因となる。
ただし教育を通じて、多元的無知を払拭しその効果を軽減することができる。 例えば、アルコール依存の学生に飲酒量を一定期間減らさせ、その生活を快適と理解させることにより、依存を辞めさせることができる。 現在、アメリカの大学では実際に若年アルコール依存症者への治療法としてこの方法を採用しており、大学での飲酒問題に対処している。

## 研究
デボラ・プレンティスとデイル・ミラー（Dale T. Miller）は、大学内で飲酒習慣を持つ生徒の私生活の充実度は平均よりもはるかに低いことを発見した。 男性の場合、 大量飲酒への抵抗が減りアルコール依存症となりやすい。 一方、女性は大学内で孤立しがちであることが判明した。おそらく大学内での飲酒に関する常識が女性よりも男性が中心であることが原因で、男性のような変化が見つからなかった。また多元的無知は、飲酒だけでなく、ギャンブル、喫煙、そして菜食主義者の間で悩まされている。研究によると後者は、認知的不協和ではなく、社会的ネットワークの構造上の問題によって引き起こされる可能性がある。
多元的無知という概念は、フロイド・ヘンリー・オールポートと彼の教え子であるダニエル・カッツとリチャード・シャンクにより考えられた 。彼らは人種的な固定観念と偏見、態度の変化について研究し、アドラー心理学と社会体制のつながりの追求により組織心理学分野の発見をした。沈黙の螺旋で知られるエリザベート・ノエル・ノイマンはメディア・バイアスが多元的無知につながると主張した。

## 例
アメリカ合衆国における人種差別を悪化させたのは、多元的無知のせいである。 多くの人は差別を行う当時の政権に反対したが、ソビエト連邦共産党を力で抑えた政権の架空の人気が叫ばれたことで、人々は他人はその政権を支持していると考えた。それによりほとんどの人は自分が政権に対して反対の意を表明することを恐れていた。
多元的無知のもう1つのケースは、飲酒が普及している国の大学生が飲酒することによって起こる。 学生達は週末のパーティーや夕方の休憩時間に飲酒をする。その状況では、周囲の学生達は心配し非難する兆候を公共の場で示すのを躊躇することと相まって大量飲酒の視認性の高さにより多元的無知が生じる。周囲の学生達は大量飲酒をすることは自身が考えるよりはるかに気持ちの良い行動であると信じてしまうのだ。
また、アンデルセンの童話「 裸の王様 」は、多元的無知を用いた有名な寓話である。 この物語では、2人の詐欺師が王国で愚か者には不可視の最高の服を王様に作る。王様の部下や町民は全員、愚かと見られるのを恐れて、小さな子供が王様が服を着ていないと言うまで、服が見えなかったという事実について黙っていた。 しかし一度その子供が王様の服を見れないと言うと、人々は王様が裸で服を着ていないと認めるようになる。 
多元的無知の影響で、大多数の国民が気候変動について沈黙していると非難されている。アメリカとイギリスの国民の「圧倒的少数」が気候変動を懸念しているが、彼らは自分たちを少数派であると誤解されている。それが公害を引き起こす産業への気候変動に対する公的支援の国民の支持が過小評価される一因となっていることが示唆されている。具体的には米国では公害対策用の国家予算は高いにもかかわらず 、公的支援に対する国民の認識ははるかに低くなっている。
男らしさの規範にどのように準拠することが期待されるかについての男性の概念は、多元的無知の追加の例を示しています。 例えば、ほとんどの男性は性行為を自慢し、詳細を述べるが、それが他者には不快にもかかわらず、自分のみ不快であると考え少数派であると誤って信じている。 同時に、男性は性的なことに関して自身が正しいと保証してもらうことを強く望んでいる。 この対立は、男性の肉体的および精神的健康だけでなく、社会にも有害な結果をもたらす可能性がある。

## 誤解
多元的無知は、 偽の合意効果と対照的な働きをする。 多元的無知の観点では、人々は内心軽蔑しながらも表向きには他人の常識や信念を支持する。対して偽の合意効果の観点では、人々は多くの人が自身と同じように考えると想定する。そして実際には、他人が自分と同じように考えることはない。 例えば、多元的無知が、学生がアルコールの大量摂取をすることに繋がる。他者も同様にそうしていると思いこむからである。だが実際には、人々はアルコールの過剰摂取は避けたいと考えている。ただ自身が排斥されることを恐れ、その考えを言動に出さないのである。そして偽の合意効果では、「人々がアルコールの過剰摂取を楽しんでいないと学生が信じている」ということである。実際のところ、人々も飲酒を楽しんでいて、そのことを隠したりはしない。 
グリーン、ハウス、ロスが実施した調査では、スタンフォード大学の学生の簡単な状況調査票を使用して、偽の合意効果に関する情報を収集した。 社交性、協調性、信頼度、冒険心などの個性を考慮して、人々が行うべき選択についての考えをまとめた。 調査により、参加者は自分の決定を説明する際に、「一般的な人々」として説明した内容と「典型的な」回答の考え方に基づいて選択を判断することが分かった。 ある社会集団内で、ある特定の行動をする命令が内密に与えられた場合、指示に従った被験者は、選んだ選択肢が「一般の人々」的である傾向があった。対して、指示に従わなかった被験者は、「一般の人々」とは異なる選択をした。 指示への従順さ「一般の人々」的な行動をとるかの相関性は明らかである。多元的無知と偽の合意効果の2つは同じ社会規範を前提で構築されているように見える。しかし上で述べた現象に対してその2つは完全に反対の立場を取る。 偽の合意効果は、結果を予測する際に、人々は「大衆が自分たちの意見に同意する」ことを想定し、問題について大衆がするのと同じように考えることを考慮する。だが多元的無知では、個人がある意見に同意しない場合に起こりうる。この見方では「自身の考えは大衆と共有されていない」と誤解し、盲目的に行動する。 